# Volcán de Agua
De Volcán de Agua is een relatief jonge, kegelvormige vulkaan in Guatemala, die ontstaan is in het Holoceen. Hij bereikte in die (geologisch) korte tijd een respectabele hoogte van 3760 meter. Recente uitbarstingen zijn niet bekend; sinds halverwege de 16de eeuw is de vulkaan inactief.
In 1541 verwoestte een lahar van de vulkaan Agua de toenmalige hoofdstad van Guatemala, een stad die nu bekendstaat als Ciudad Vieja. Na deze ramp kreeg de berg van de Spanjaarden zijn huidige naam welke 'Vulkaan van Water' betekent, waarschijnlijk gekozen in contrast met de nabijgelegen Volcán de Fuego, 'Vulkaan van Vuur'.
Door de inheemse bevolking, de Cakchiquel, werd de vulkaan voordien Hunapú genoemd. Vandaag de dag is de kans dat zich nieuwe lahars vormen op de hellingen van de Agua nog steeds aanwezig.

## Ligging
De Agua ligt aan de oostgrens van het departement Sacatepéquez. De vulkaan torent ruim 3500 meter uit boven de kustvlakte in het zuiden en 2000 meter boven de hooglanden in het noorden. Binnen een straal van 10 kilometer liggen de steden Antigua Guatemala, Ciudad Vieja en San Juan Alotenango. In totaal wonen er bijna 100.000 mensen in de omgeving van de vulkaan. Op de lager gelegen hellingen verbouwt men koffie.
Op ongeveer 14 kilometer naar het westen liggen de twee vulkanen Acatenango en Volcán de Fuego en ongeveer 18 kilometer naar het zuidoosten ligt de vulkaan Pacaya. Ongeveer 15 kilometer naar het oosten ligt Lago Amatitlán.

## Beklimming
De Agua is het beste te beklimmen in de periode van januari tot en met april. De krater aan de top kan te voet binnen 4 tot 5 uur bereikt worden vanaf Santa María de Jesús, een dorp dat op de helling van de vulkaan ligt en de vaste vertrekplaats vormt voor beklimmers. De route zelf is vrij kort, maar de steile helling en de ijle lucht bemoeilijken de klim. Nabij de top staat een standbeeld van Maria, evenals een radiotoren.